# Synodontis depauwi
Synodontis depauwi är en afrikansk fiskart i ordningen Malartade fiskar som förekommer endemiskt i Kongo-Kinshasa. Den är främst nattaktiv. Den kan bli upp till 24 cm lång och cirka 4,6 år gammal. Den leker under regnperioden på sommarhalvåret.
Utbredningsområdet ligger i Kongobäckenet i Kongo-Kinshasa och Kongo-Brazzaville. Arten har ett elektriskt organ som ligger på ovansidan. Honor lägger ägg.
För beståndet är inga hot kända. Hela populationen anses vara stor. IUCN listar arten som livskraftig (LC).